# محمد أباد (كرند)
محمد أباد (بالفارسية: محمدآباد، کرند) هي مستوطنة تقع في إيران في Korond Rural District. يقدر عدد سكانها بـ 26 نسمة .